# Comethazine
Comethazine, pseudonimo di Frank Childress (St. Louis, 6 luglio 1998), è un rapper statunitense.

## Biografia
Comethazine ha iniziato a pubblicare la sua musica sulla piattaforma di distribuzione audio SoundCloud e sulla piattaforma di distribuzione video YouTube, permettendogli di lasciare il suo lavoro di meccanico per concentrarsi sulla musica a tempo pieno.
All'inizio del 2018, una funzionalità di SoundCloud che consente di cambiare il file audio originale è stata abusata per il caricamento non ufficiale della canzone di YBN Nahmir Bounce Out With That, la cui base è stata generata dalla sua canzone Bands, causando l'acquisizione della classifica dati di Bounce Out With That. Non è chiaro chi abbia modificato la base, sebbene l'account associato alla modifica sia stato rimosso da allora. Questo incidente ha contribuito ad aumentare la popolarità di Bands, che in seguito ha suscitato il disprezzo dei commentatori. La musica di Comethazine è stata criticata per la sua percepita mancanza di originalità.
Nel 2019 il rapper è stato selezionato per far parte della Freshman Class 2019, redatta dalla rivista musicale XXL. Il 27 marzo 2020 viene pubblicato Pandemic, il primo album in studio dell'artista. Composto da dodici tracce, non presenta nessun ospite.

## Stile ed influenze
La musica di Comethazine è stata paragonata a quella di Playboi Carti e Tay-K, ed è stata definita anti-melodia, una forma derivata di trap che utilizza il basso come fonte di melodia anziché strumentazione tradizionale. Ha citato rapper come Big Mike, Chief Keef e Jim Jones come influenze musicali.

## Discografia

### Album in studio
- 2020 - “Pandemic”
- 2021 - “Comethazine The Album”

### Mixtape
- 2018 – Bawskee
- 2019 – Bawskee 2
- 2019 – Bawskee 3.5
- 2020 – Bawskee 4

### Singoli
- 2017 – Piped Up
- 2018 – Bands
- 2018 – Walk
- 2018 – Oowee
- 2018 – DeMar DeRozan
- 2018 – High Riser
- 2019 – Nonsense
- 2019 – Just Saying
- 2019 – Stand
- 2019 – 50 Bars
- 2020 – No Front
- 2020 – Air Max
- 2020 – We Gone Win
- 2020 – Derek Jeter
- 2022 – LIKE DAT